# Restaurationsbranchens Forbund
RestaurationsBranchens Forbund (RBF) (engelsk: The National Danish Restaurant Trade Union) var et dansk fagforbund, der organiserede ansatte på hoteller og restauranter, eksempelvis kokke, tjenere og køkkenassistenter.
Forbundet blev grundlagt i 1990 som Restaurations- og Bryggeriarbejderforbundet. Det var en fusion mellem Dansk Bryggeri-, Brænderi- og Mineralvandsarbejderforbund (grdl. 1898), Dansk Hotel- og Restaurationspersonales Forbund (grdl. 1933) og Gastronomisk Landsforbund (grdl.) 1972. I 1991 blev Tjenerforbundet i Danmark en del af RBF, og i 1998 udtrådte bryggeriarbejderne og dannede Bryggeriarbejder Forbundet.
RBF indgik efter en urafstemning blandt medlemmerne i 2006 i Fagligt Fælles Forbund. Forbundet bestod på daværende tidspunkt af cirka 22.000 medlemmer, hvoraf de fleste blev en del af 3F's private servicegruppe ved fusionen. RBF's sidste formand var Preben Rasmussen.

## Notater
1. ↑  RestaurationsBranchens Forbund på Den Store Danske Encyklopædi
2. ↑  3F bliver endnu større (Webside ikke længere tilgængelig) Ugebrevet A4, nr. 45/2005